# SUPEX
SUPEX是指“Super Excellent水平”，是人的能力所能达到的最高水平。SUPEX是韩国第三大企业鲜京集团（现称SK集团）的系统化经营理论——SKMS的核心内容。

## SUPEX目标／实施战略
公司的目标是SUPEX Company，为了实现这一目标首先要设定近期能够达到的Better Company目标，再由各个部门和公司制定具体的目标和战略，并付诸实施。

### SUPEX Company
SUPEX Company是指长期拥有生存能力与最强竞争力，能够永久生存与发展的企业。
最强竞争力是企业在重要战略领域里所拥有的世界最高水平的竞争力。就是指代表企业形象的各项指标中至少有1项达到世界最高水平，同时其他指标亦达到一流以上水平。代表企业形象的指标包括市场份额、销售额等定量指标、成本竞争力等效率指标、最优产品的数量或者拥有的最高技术数量、成员能力等。这些指标应根据当时企业的行业特点和情况来确定。
长期拥有竞争力是指拥有不断追求随着环境和实践而变化的SUPEX Company目标的能力。
拥有长期生存能力的企业是指各项指标均无弱项的企业。

### 设定Better Company目标和战略
成为SUPEX Company不是一朝一夕的事情，因此要综合考虑时间与可用资源，设定并实现通过SUPEX追求能够达到的更高水平的公司（Better Company）的目标，经过不断地实现Better Company目标，最求SUPEX Company.
Better Company目标要综合考虑财务业绩、业务结构、SUPEX追求环境等多种因素。特别是重要的战略性指标要进一步提高，其他指标也要力争提高或者至少不能降低。
更高水平是指利用有限的时间和资源所能达到的Super Excellent水平，即Chanllenging but Achievable（CbA：具有挑战性但能够实现的）目标水平。
作为实现SUPEX目标的具体方法，公司要系统地制定和执行To-be Model. To-be Model包括Better Company目标和实现该目标的具体战略，还要反映SUPEX追求环境的营造计划。同时设定核心成果指标（KPI: Key Performance Indicator），并及时掌握进展情况。

## SUPEX追求活动
为完成SUPEX追求任务，把KFS的目标设定为SUPEX，以MPR/S/T组织起来，按“处理工作五个阶段”开展工作。

### KFS目标
KFS是指成功完成工作的关键因素，是为了实现Better Company目标，成员与部门必须完成的核心人物或工作。个人或部门的工作是公司工作的一部分，是否成功完成本职工作直接关系到公司目标的实现。

### MPR/S/T
MPR/S/T是指针对每一种商品，营销（M）、生产（P）、研发（R）等经营活动自开始就组成一个整体，将产品推向市场（MPR）；支援部门（Supporting）尽最大努力领导、帮助、检查，以发挥每个产品的MPR力量（MPR/S）；与此同时，以最高经营者为首的高级管理层（Top Management）进行领导、职员、检查MPR/S的组织运营体系(MPR/S/T).

### 处理工作五个阶段
一丝不苟的处理工作，需要经过以下五个阶段：
1. 把握立体定位
2. 确定成功完成工作的关键因素
3. 设定目标水平
4. 确定阻碍因素
5. 制定和实施解决阻碍因素的方案

## SUPEX追求活动的意义
1. 全体成员积极投身于企业创造利润的工作中
2. 促使成员自觉自愿地，最大程度地发挥职能
3. 处理工作时进行充分的交流，同时处理好集权和分权
4. 按产品组成MPR/S/T/，追求SUPEX，完美处理M、P、R、S、T之间的协调关系
5. 个人的工作能力得到加强，领导的领导能力大大提高